# Biến chứng của thai kỳ
Biến chứng thai nghén là các vấn đề về sức khỏe xảy ra trong thai kỳ. Biến chứng xảy ra chủ yếu trong quá trình sinh con còn được gọi là biến chứng chuyển dạ, và các vấn đề xảy ra chủ yếu sau khi sinh được gọi là rối loạn thời kỳ hậu sản. Các biến chứng nghiêm trọng của thai kỳ, sinh con và hậu sản xảy ra ở 1,6% bà mẹ ở Mỹ và ở 1.5% các bà mẹ ở Canada. Trong thời kỳ hậu sản, 87% đến 94% phụ nữ được báo cáo có ít nhất một vấn đề sức khỏe. Các vấn đề sức khỏe lâu dài (kéo dài sau 6 tháng sau khi sinh) được báo cáo từ 31% phụ nữ.
Trong năm 2016, các biến chứng của thai kỳ, sinh con, và hậu sản dẫn đến 230.600 ca tử vong toàn cầu, giảm từ 377.000 ca tử vong vào năm 1990. Nguyên nhân phổ biến nhất của tử vong mẹ là xuất huyết ở người mẹ, nhiễm trùng huyết và các nhiễm trùng khác, bệnh tăng huyết áp khi mang thai, chuyển dạ ngừng tiến triển và mang thai với kết quả bị phá thai, bao gồm sẩy thai, thai ngoài tử cung và phá thai tự chọn.
Không có sự phân biệt rõ ràng giữa các biến chứng của thai kỳ và các triệu chứng và khó chịu của thai kỳ. Tuy nhiên, sau này không ảnh hưởng đáng kể đến các hoạt động sinh hoạt hàng ngày hoặc gây ra bất kỳ mối đe dọa đáng kể nào đối với sức khỏe của người mẹ hoặc em bé. Tuy nhiên, trong một số trường hợp, các biểu hiện giống nhau như một sự khó chịu hoặc là biến chứng tùy thuộc vào mức độ nghiêm trọng. Ví dụ, buồn nôn nhẹ có thể chỉ là một sự khó chịu (ốm nghén), nhưng nếu nghiêm trọng với nôn mửa gây mất cân bằng nước-điện giải, có thể được phân loại như là một biến chứng thia kỳ (nôn nghén).